# L'Âme du guerrier
L'Âme du guerrier est une nouvelle de Joseph Conrad publiée en 1917.

## Historique
L'Âme du guerrier paraît en 1917 dans le Land and Water, puis en 1925 dans le recueil de nouvelles  Tales of Hearsay (traduit en français par Derniers Contes).

## Résumé
Un vieil officier russe nous raconte l'aventure du lieutenant Tomassov pendant la retraite de la Grande Armée en 1812. Dans des circonstances bien particulières, il devra montrer qu'il a l'âme d'un guerrier.

## Éditions en anglais
- A Warrior's Soul, dans le Land and Water en mars 1917, à Londres.
- A Warrior's Soul, dans le recueil de nouvelles Tales of Hearsay, chez l'éditeur T. Fisher Unwin à Londres, en 1925.

## Traduction en français
- L'Âme du guerrier (trad. G. Jean-Aubry révisée par Sylvère Monod), dans Conrad (dir. Sylvère Monod), Œuvres  – IV, Gallimard, Bibliothèque de la Pléiade (1989)